# Мохаммед Беназіза
Мохаммед Беназіз (англ. Mohammed Benaziza; нар. 1 січня 1959, Алжир, помер 4 жовтня 1992) - професійний французький культурист алжирського походження. Ім'я іноді скорочено пишеться як Момо Беназіз.

## Переможець конкурсів
- Ніч Чемпіонів 1990 - 1 місце.
- Гран Прі Франція 1990 - 1 місце
- Гран Прі Фінляндія 1990 - 1 місце
- Гран Прі Італія 1990 - 1 місце
- Гран Прі Німеччина 1990 - 1 місце
- Гран Прі Англія 1990 - 1 місце
- Гран Прі Італія 1992 - 1 місце
- Гран Прі Голландія 1992 - 1 місце

## Смерть
Момо Беназіз трагічно помер в зеніті своєї спортивної кар'єри в готельному номері в Голландії через кілька годин після перемоги на Гран Прі Голландія 92-року. Існує безліч версій причин його смерті: спадкове (передане генетично) захворювання крові (офіційна версія, підтримувана IFBB), передозування або неправильне застосування діуретиків, інсуліновий шок, серцеве захворювання, спровоковане анаболіками і т.п .. Зрозуміло, основною версією смерті спортсмена в далеких від професійного спорту ЗМІ стало вживання анаболічних стероїдів.